# Eois lavinia
Eois lavinia är en fjärilsart som beskrevs av William Schaus 1912. Eois lavinia ingår i släktet Eois och familjen mätare. Inga underarter finns listade i Catalogue of Life.